# Master Crimes
Master Crimes è una serie televisiva drammatica franco-belga composta da sei episodi, trasmessa in Svizzera su RTS Un dal 10 ottobre 2023, in Belgio su La Une dal 19 ottobre 2023, in Francia su TF1 dal 9 novembre 2023 e in Italia su Rai 1 dal 13 agosto 2024, con protagonisti Muriel Robin, Anne Le Nen, Olivier Claverie e Victor Meutelet.

## Trama
La docente universitaria di criminologia Louise Arbus da anni non vuole più collaborare alle indagini della polizia, dopo aver condannato Pierre Delaunay, che ora crede che sia innocente. Il commissario Oscar Rugasira, che è un suo sostenitore, riesce però a convincerla a tornare in servizio, per indagare su un delitto.

## Episodi
| Stagione         | Episodi | Prima TV | Prima TV | Prima TV | Prima TV |
| Stagione         | Episodi | Svizzera | Belgio   | Francia  | Italia   |
| ---------------- | ------- | -------- | -------- | -------- | -------- |
| Prima stagione   | 6       | 2023     | 2023     | 2023     | 2024     |
| Seconda stagione | 6       | 2024     | 2024     | 2024     |          |

## Personaggi e interpreti
- Louise Arbus, interpretata da Muriel Robin, doppiata da Roberta Greganti.
- Capitano Barbara Delandre, interpretata da Anne Le Nen, doppiata da Claudia Catani.
- Commissario Oscar Rugasira, interpretato da Olivier Claverie, doppiato da Stefano De Sando.
- Samuel Cythere, interpretato da Victor Meutelet, doppiato da Angelo Evangelista.
- Mia Delaunay, interpretata da Astrid Roos, doppiata da Luisa D'Aprile.
- Valentine Vallée, interpretato da Thaïs Vauquières, doppiata da Elena Perino.
- Boris Volodine, interpretato da Nordine Ganso, doppiato da Alessandro Valeri.
- Pierre Delaunay, interpretato da Nicolas Briançon.
- Théodore Belin, interpretato da Michaël Cohen, doppiato da Ruggero Andreozzi.
- Grégoire, interpretato da Léon Durieux, doppiato da Gabriele Piancatelli.
- Noémie Lacoudre, interpretata da Marion Creusvaux, doppiata da Alessandra Cerruti.
- Thomas Delandre, interpretato da Roman Freud, doppiato da Mattia Nissolino.
- Arthur, interpretato da Pierre André.
- Sebastien Ternard, interpretato da Mark Grosy, doppiato da Luca Graziani.
- Clarisse Daraba, interpretata da Tjiki Sidibé, doppiata da Perla Liberatori.
- Baptiste Mazan, interpretato da Jonathan Demurger, doppiato da Massimo Triggiani.

## Produzione
La serie è creata da Elsa Marpeau, diretta da Marwen Abdallah, scritta da Elsa Marpeau, Manon Dillys, Anthony Maugendre ed Emmanuele Michaux nella prima stagione e da quest'ultimo con Virginie Parietti, Mathilde Arnaud, Julien Gallet, Frederika Patard e Fabien Adda nella seconda stagione e prodotta da UGC Fiction, Mam Fiction, TF1, Be-FILMS e RTBF.

### Sviluppo
La serie è creata e scritta da Elsa Marpeau, che ha anche firmato l'adattamento e i dialoghi con Franck Calderon.
Il 31 ottobre 2023 la rivista Télé 7 jours ha annunciato che la serie è stata rinnovata per una seconda stagione.

### Riprese
Le riprese della prima stagione sono state effettuate da ottobre 2022 a Parigi e nella regione Île-de-France. L'ufficio di Louise Arbus si trova presso l'Istituto di Paleontologia Umana di Parigi. L'anfiteatro ei corridoi dell'università sono quelli della Sorbona e le sequenze che si svolgono all'ingresso dell'università sono state girate in Place du Panthéon.
Le riprese della seconda stagione sono state effettuate dal 7 febbraio 2024 sempre a Parigi e nella regione Île-de-France.

## Distribuzione

### Svizzera
In Svizzera la serie va in onda su RTS Un dal 10 ottobre 2023: la prima stagione è stata trasmessa dal 10 al 24 ottobre 2023.

### Belgio
In Belgio la serie va in onda su La Une dal 19 ottobre 2023: la prima stagione è andata in onda dal 19 ottobre al 2 novembre 2023.

### Francia
In Francia la serie va in onda su TF1 dal 9 novembre 2023: la prima stagione è stata trasmessa dal 9 al 23 novembre 2023.

### Italia
In Italia la serie va in onda in prima serata su Rai 1 dal 13 agosto 2024: la prima stagione è stata trasmessa dal 13 al 27 agosto 2024.